# Magnia Urbica
Magnia Urbica (zm. III w.) – cesarzowa rzymska, małżonka Karynusa.
Prawdopodobnie matka Nigryniana. Znana jedynie ze świadectw numizmatycznych – wizerunków z tytułem augusta umieszczanych na monetach rzymskich z lat 283-285.